# Resolutie 62 Veiligheidsraad Verenigde Naties
Resolutie 62 van de Veiligheidsraad van de Verenigde Naties werd mid-november 1948 aangenomen. De resolutie werd in aparte stukken goedgekeurd. De Veiligheidsraad besloot dat er een permanente wapenstilstand moest worden ingesteld in Palestina.

## Achtergrond
Na het bestand vroeg de VN-Veiligheidsraad permanente grenzen af te spreken en een wapenstilstand in te stellen om vervolgens te gaan onderhandelen over permanente vrede.

## Inhoud
De Veiligheidsraad bevestigde de vorige resoluties over het instellen van een bestand in Palestina, in het bijzonder resolutie 54 die bepaalde dat de situatie in Palestina een gevaar is voor de vrede. Verder werd opgemerkt dat de Algemene Vergadering het toekomstig bestuur van Palestina opnieuw overwoog zoals gevraagd door de Veiligheidsraad. Dit was niet ten nadele van de acties van de waarnemend bemiddelaar in verband met de uitvoering van resolutie 61.
De Veiligheidsraad besloot dat om de vrede permanent te herstellen een wapenstilstand van kracht zou worden in heel Palestina. De partijen in het conflict werden opgeroepen om snel een overeenkomst te bereiken, al dan niet via de waarnemend bemiddelaar, en om onmiddellijk tot een wapenstilstand te komen, inclusief de afbakening van grenzen die de krijgsmachten niet mochten overschrijden, en de terugtrekking en inkrimping van de krijgsmachten in zoverre als nodig was om de wapenstilstand te handhaven totdat er permanente vrede was bereikt.

## Verwante resoluties
- Resolutie 61 Veiligheidsraad Verenigde Naties vroeg om permanente bestandsgrenzen.
- Resolutie 66 Veiligheidsraad Verenigde Naties eiste een wapenstilstand na nieuw geweld en vroeg het comité bijeen te komen.
- Resolutie 72 Veiligheidsraad Verenigde Naties huldigde het werk van het VN-personeel in Palestina.
- Resolutie 73 Veiligheidsraad Verenigde Naties verwelkomde de wapenstilstand en hoopte op een definitieve overeenkomst.

Lijst ·  38 ·  39 ·  40 ·  41 ·  42 ·  43 ·  44 ·  45 ·  46 ·  47 ·  48 ·  49 ·  50 ·  51 ·  52 ·  53 ·  54 ·  55 ·  56 ·  57 ·  58 ·  59 ·  60 ·  61 ·  62 ·  63 ·  64 ·  65 ·  66